# صلوب الربيض (جبلة)
صلوب الربيض محلة تابعة لقرية منور، التابعة لعزلة المعشار بمديرية جبلة إحدى مديريات محافظة إب في الجمهورية اليمنية، بلغ تعداد سكانها 29 حسب تعداد اليمن لعام 2004.